# La leyenda de ciertas ropas antiguas
"La leyenda de ciertas ropas antiguas" es un relato breve de Henry James, escrito en febrero de 1868 y publicado en The Atlantic Monthly. El autor hizo más tarde algunas revisiones, incluyendo cambios al nombre familiar y al de la hija mayor, al publicar la historia en Reino Unido en 1885. Desde entonces, ha sido incluido en varias antologías, incluyendo Cuentos góticos americanos, editados por Joyce Carol Oates.

## Trama
El relato se sitúa en el siglo XVIII en Massachusetts.  La familia Willoughby (cambiado por Wingraves en la revisión de 1885), está formada por una madre viuda y sus tres hijos..  Las dos hijas, Viola (cambiado por Rosalind en 1885) y Perdita, son igualmente hermosas.  
Las dos hermanas se enamoran de un amigo de su hermano llamado Arthur Lloyd. Ambas prometen aceptar su decisión sin caer en la envidia o la ira.  Finalmente, Lloyd escoge a Perdita.  La nueva pareja se muda a su nuevo hogar. Mientras tanto, Viola resiente la elección de su hermana.  Cuando Perdita queda embarazada, Arthur renueva su amistad con Viola.  Perdita da a luz a una niña pero fallece poco después. Antes de morir hace prometer a su marido que preservará todos sus vestidos para que en el futuro pueda heredarlos su hija.  Arthur se lo promete.
Viola ayuda a Arthur a cuidar de su sobrina. Pasado un tiempo, ella y el Señor Lloyd se casan.  Pronto comienza a presionar a Arthur para que abra el cofre donde se guardan los vestidos de su hermana.  Tras oponerse inicialmente, Arthur acepta y le entrega la llave.  Esa misma tarde, cuándo Viola no acude a la cena, Arthur sube al ático, donde se guarda el cofre. Allí encuentra el cadáver de Viola  delante del cofre abierto, con diez marcas en el cuello de manos espectrales.

## Análisis
El relato se considerado un cuento gótico debido a su naturaleza Freudiana y a su exploración del concepto de lo ominoso. Se trata de algo familiar y al mismo tiempo reprimido. Aunque se encuentra escondido, se fuerza al personaje a confrontarlo. Freud lo describe como un sentimiento atávico sobre la muerte.

## Recepción
Muchos críticos apuntan a que esta historia es una reflexión  de la teoría de Sigmund Freud  sobre lo “ominoso”.  Se trata de una historia de venganza sobre el rencor de los muertos combinado con una rivalidad fraternal. Otros críticos destacan que el estilo de escritura de James en este trabajo se asemeja al de Nathaniel Hawthorne.